# Julius Elster
Johann Philipp Ludwig Julius Elster, född 24 december 1854 i Blankenburg am Harz, död 8 april 1920 i Bad Harzburg, var en tysk fysiker.
Elster studerade i Heidelberg och Berlin och blev 1879 filosofie doktor vid förstnämnda universitet. Från 1881 var Elster överlärare vid det hertigliga gymnasiet i Wolfenbüttel, från 1902 med professors titel. Nästan alla Elsters vetenskapliga undersökningar utfördes tillsammans med hans jämnåldrige kollega vid samma gymnasium, Hans Friedrich Geitel. Av deras talrika arbeten kring ljuselektricitet och luftelektricitet skall framhävas upptäckten av den starka ljuselektriska verkan hos alkalimetallerna och dess användning till fotometri samt alldeles särskilt de betydelsefulla upptäckterna av atmosfärisk elektrisk ledningsförmåga och radioaktivitet.